# Euselasia anica
Euselasia anica is een vlindersoort uit de familie van de prachtvlinders (Riodinidae), onderfamilie Euselasiinae.
Euselasia anica werd in 1853 beschreven door Herrich-Schäffer.